# +44
+44 (uitgesproken als "plus fortyfour") is oorspronkelijk een op synthesizers gebaseerde band samengesteld door twee leden van Blink-182, namelijk Mark Hoppus (zang en basgitaar) en Travis Barker (drums). Later kwam de voormalig zangeres van Get The Girl, Carol Heller erbij, die een paar maanden later de band weer verliet. De naam +44 verwijst naar de internationale telefoonprefix van het Verenigd Koninkrijk, waar Mark en Travis voor het eerst discussieerden over het nieuwe project.

## Geschiedenis

### Breuk van Blink-182
In 2004 was Blink-182 (bestaande uit bassist Mark Hoppus, gitarist Tom DeLonge, en drummer Travis Barker) naar voren gekomen als de grootste poppunk act van het tijdperk na het uitbrengen van de albums Enema of the State (1999) en Take Off Your Pants and Jacket (2001). De band nam een korte pauze in 2002 toen DeLonge een hernia kreeg in zijn rug. Gedurende deze tijd verzamelde hij verschillende donkere muzikale ideeën die hij ongeschikt vond voor Blink-182, en compileerde die ideeën in een project genaamd Box Car Racer. Het album voor het project werd opgenomen met de hulp van mede-bandlid en drummer Travis Barker en Hazen Street gitarist en oude vriend David Kennedy, Het project was bedoeld als een eenmalig experimenteel project, maar evolueerde naar eenvolwaardige band. Dit zijproject zorgde voor grote verdeeldheid tussen DeLonge en Hoppus, die niet was gevraagd voor het project en zich verraden voelde. De gespannen sfeer in Blink-182 en de donkere muziek op Box Car Racer baandden zich ook een weg naar het experimentele geluid voor hun gelijknamige zesde studioalbum Blink-182 (2003).
Het trio begon in het najaar aan een Europese tournee, waarin DeLonge zich steeds meer in conflict voelde, zowel over zijn creatieve vrijheid binnen de groep. Uiteindelijk uitte hij zijn wens om een half jaar rust te nemen van toeren, om meer tijd met zijn gezin door te brengen. Hoppus en Barker waren het niet eens met zijn beslissing. DeLonge gaf zijn bandgenoten niet de schuld omdat ze teleurgesteld waren over DeLonges eisen, maar was zelf verbijsterd dat ze het schijnbaar niet konden begrepen. 
Verdere ruzies en discussies beïnvloedde de repetities steeds meer, geworteld in de toenemende bitterheid van elke bandlid naar elkaar toe. DeLonge beschouwde de prioriteiten van zijn bandgenoten heel anders en kwam tot de conclusie dat het trio gewoon uit elkaar was gegroeid naarmate ze ouder werden. Deze redenen resulteerde het vertrek van DeLonge uit de groep. Op 22 februari 2005 werd aangekondigd dat Blink-182 uit elkaar gingen. Terwijl Hoppus en Barker begonnen met materiaal op te nemen voor +44, richtte DeLonge met zijn eigen project genaamd Angels & Airwaves op.

### Oprichting en album (2005-2007)
Hoppus en Barker begonnen nieuwe ideeën te bedenken en op te nemen in de kelder van Barker en de eetkamer van Hoppus. De twee muzikanten experimenteerden met elektronische drums, monsters, keyboards en computeropnames. De naam van de band is een verwijzing naar de landcode die nodig is bij het bellen naar de Verenigd Koninkrijk, waar Hoppus en Barker voor het eerst plannen gingen maken over band.
De toevoeging van andere leden aan +44 kwam geleidelijk. In april 2005 nodigde Barker zijn vriendin Carol Heller uit om te zingen op een nummer. Ondertussen nodigde Hoppus vriend Shane Gallagher uit om gitaar te spelen op een paar nummers waar de band aan begon te werken, en vrij snel werd hij al als lid opgesteld. De productie van de plaat ging snel verder toen het duo hun eigen studio in North Hollywood kocht, die ze Opera Music noemden. Heller raakte ongemakkelijk bij de nieuwe richting en, met een verlangen om een gezin te stichten, verliet Heller de band tegen het einde van het jaar. Kort daarna kwam vriend Craig Fairbaugh binnen om de muziek de band te observeren, te luisteren en liedjes te spelen; Tegen het eind van de dag vroegen Hoppus en Barker hem om het vierde lid van de groep te worden. Het debuutalbum van de band,When Your Heart Stops Beatsing, werd geproduceerd door Hoppus en Barker, met producer en vriend Jerry Finn (die eerder ook al drie voor Blink-182 had geproduceerd).
When Your Heart Stops Beating werd officieel uitgebracht op 13 november 2006. In de Verenigde Staten debuteerde het album op nummer 10 op deBillboard 200, met ongeveer 66.000 verkochte exemplaren in de eerste week. De band begon kort daarna aan een promotietournee in het Verenigd Koninkrijk.. De band begon tijdens optredens oude Blink-182 nummers te spelen zoals "What's My Age Again?" en "The Rock Show" en "Dammit".

### Breuk (2008-2009)
Hoppus verklaarde dat de band had besloten om de studio opnieuw in te gaan ter voorbereiding van een tweede studioalbum. Hoppus en Barker brachten de rest van het jaar door in gesprekken met platenmaatschappijen voordat ze aankondigden dat het geplande release voor het komende +44 album zou zijn via Interscope Records. Barker begon met het uitbrengen van hip-hop remixen in 2008. Uiteindelijk werd het project een soloalbum, waarbij Barker het allemaal zelf produceerde. In augustus begon Hoppus met het opnemen van materiaal voor een mogelijk solostudioalbum, terwijl Barker ook aan zijn solo werkte, hoewel het duo bleef samenwerken.
In september 2008, Barker en DJ Adam Goldstein (DJ AM) was betrokken bij een vliegtuigongeluk waarbij vier mensen omkwamen, waardoor de twee de enige overlevenden waren. Barker brandwonden op en ontwikkelde zich posttraumatische stressstoornis. DeLonge bezocht Barker in het ziekenhuis, en een bezoek aan Opera Music in oktober 2008 legde de basis voor wat Blink's reünie zou worden.
Nadat Blink-182 in februari 2009 herenigd was, vertelde Hoppus de pers dat +44 uit elkaar was.

## Leden

### Laatste samenstelling
- Mark Hoppus - zang, basgitaar (2005-2009)
- Travis Barker - drums, keyboard (2005-2009)
- Shane Gallagher - leadgitaar, achtergrondzang (2005-2009)
- Craig Fairbaugh - slaggitaar, achtergrondzang (2005-2009)

### Voormalige leden
- Carol Heller - slaggitaar, achtergrondzang (2005)